# Menan
Menan és una població dels Estats Units a l'estat d'Idaho. Segons el cens del 2000 tenia 707 habitants.

## Demografia
Segons el cens del 2000, Menan tenia 707 habitants, 220 habitatges, i 187 famílies. La densitat de població era de 287,3 habitants/km².
Dels 220 habitatges en un 44,5% hi vivien nens de menys de 18 anys, en un 72,7% hi vivien parelles casades, en un 7,3% dones solteres, i en un 15% no eren unitats familiars. En l'11,4% dels habitatges hi vivien persones soles el 7,7% de les quals corresponia a persones de 65 anys o més que vivien soles. El nombre mitjà de persones vivint en cada habitatge era de 3,21 i el nombre mitjà de persones que vivien en cada família era de 3,51.
Per edats la població es repartia de la següent manera: un 34,1% tenia menys de 18 anys, un 9,5% entre 18 i 24, un 24,2% entre 25 i 44, un 20,4% de 45 a 60 i un 11,9% 65 anys o més.
L'edat mediana era de 30 anys. Per cada 100 dones de 18 o més anys hi havia 95,8 homes.
La renda mediana per habitatge era de 36.406 $ i la renda mediana per família de 40.357 $. Els homes tenien una renda mediana de 29.531 $ mentre que les dones 21.750 $. La renda per capita de la població era de 13.464 $. Aproximadament el 7,3% de les famílies i l'11,9% de la població estaven per davall del llindar de pobresa.

## Poblacions més properes
El següent diagrama mostra les poblacions més properes.